# زارا تیندال
زارا آن الیزابت فیلیپس (به انگلیسی: Zara Phillips) ام‌بی‌ای (زادهٔ ۱۵ مهٔ ۱۹۸۱)، معمولاً شناخته شده با نام زارا تیندال، نوه ملکه الیزابت دوم، سوارکاری بریتانیایی است.
مادرش شاهدخت آن، تنها فرزند دختر ملکه الیزابت دوم و شاهزاده فیلیپ، دوک ادینبرا است. زارا تنها دختر شاهدخت آن از همسر اولش مارک فیلیپس، راه پدر و مادرش در سوارکاری را دنبال کرد. مادرش پرنسس آن در المپیک ۱۹۷۶ مونترال عضو تیم سوارکاری ترکیبی بریتانیا بود و پدرش مارک هم برنده مدال طلای سواری در المپیک ۱۹۷۲ مونیخ بود.

## اسب سواری
زارا فیلیپس در المپیک تابستانی ۲۰۱۲ با تیم سوارکاری بریتانا به مدال نقره دست یافت.